# Liste de maîtresses de rois d'Espagne
Cet article présente une liste de maîtresses de rois d'Espagne.

## Alphonse VI de León et Castille(1040-1109)
- Jimena Muñoz (?-1128), liaison de 1078 à 1080, mère d'Elvire de Castille (1079-1151) et de Thérèse de León (1080-1130)

## Alphonse VII de León et Castille(1105-1157)
- Gontrodo Pérez (1105-1186), liaison de 1132 à 1133, mère d'Urraca de Castille (1133-1189)
- Urraca Fernández de Castro, liaison à partir de 1139, mère de Estefanía Alfonso de Castille (1139-1180)

## Alphonse VIII de Castille(1155-1214)
- Rahel la Fermosa (1165-1195)

## Alphonse IX de León(1171-1230)
- Inés Íñiguez de Mendoza, liaison de 1196 à 1197, mère d'Urraca Alfonso de León  (1197-?)
- Estefanía Pérez de Faiam, liaison en 1211, mère de Ferdinand Alfonso de León (1211-?)
- Aldonza Martínez de Silva (?-après 1236), liaison de 1214 à 1218, mère de Rodrigo de León (1214-1268), d'Aldonza de León  (1215-après 1267) et de Teresa de León
- Teresa Gil de Soverosa, liaison de 1218 à 1230, mère de Sancha de León (?-1270), de Maria de León (?-après 1275), de Martín Alfonso de León (1220-1272) et d'Urraca (?-après 1252)

## Alphonse XI de Castille(1311-1350)
- Leonor de Guzmán (1310-1351), favorite de 1330 à 1350, mère d'Henri II de Castille (1334-1379), de Fadrique Alphonse de Castille (1334-1358), de Tello de Castille (1337-1370) et de Sanche de Castille (1342-1374)

## Pierre Ierde Castille(1334-1369)
- Marie de Padilla (1334-1361), favorite de 1353 à 1361, le roi la fit reconnaître comme épouse légitime après sa mort, mère de Constance de Castille (1354-1394) et d'Isabelle de Castille (1355-1392)

## Ferdinand II d'Aragon(1452-1516)
- Aldonza de Ivorra (1454-1513), maîtresse du roi d'avant le mariage de celui-ci en 1468 jusqu'en 1513, mère d'Alphonse d'Aragon (1470-1520)
- Toda de Larrea, mère de María Esperanza d'Aragon (?-1543), abbesse de Santa María la Real de Las Huelgas
- Béatriz de Pereira
- Béatrice de Bobadilla (1462-1501)

## Charles Quint(1500-1558)

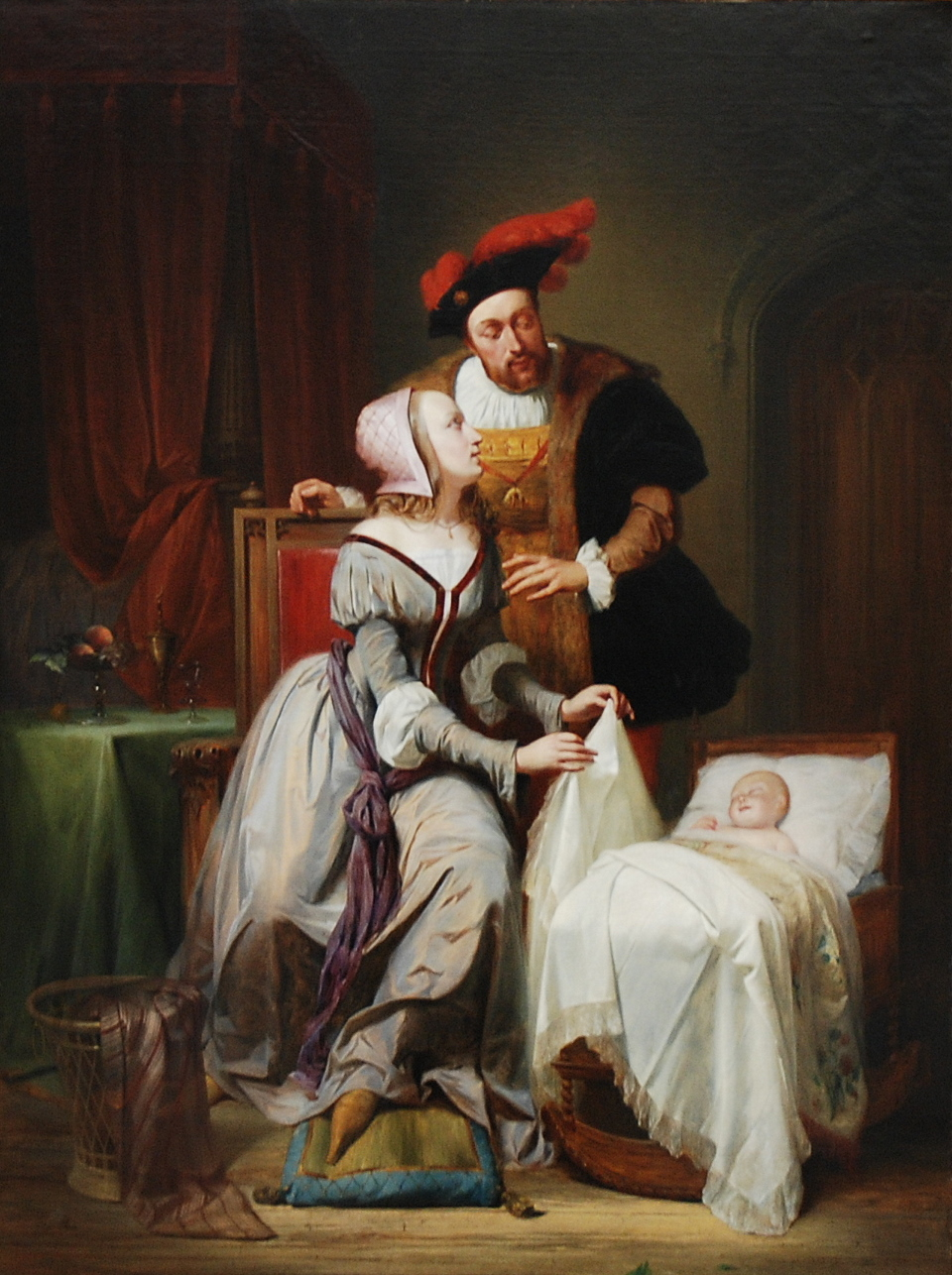
Charles Quint avec sa maîtresse Johanna van der Gheynst au berceau de leur fille Marguerite de Parme
(par Théodore Canneel)

- Germaine de Foix (1488-1536), liaison de 1517 à 1519, veuve de Ferdinand II d'Aragon, mère d'Isabelle (1518-?)
- Johanna van der Gheynst (1500-1541), liaison en 1521, mère de Marguerite de Parme (1522-1586)
- Ursulina de La Peña, mère de Thadée (1523-1562)
- Barbara Blomberg (1527-1597), liaison en 1546, mère de Juan d'Autriche (1547-1578)

## Philippe II(1527-1598)
- Isabel Osorio (1522-1589), la liaison se serait terminée en 1559 avec le mariage du roi

## Philippe IV(1605-1665)
- María Calderón (1611-1646), liaison de 1627 à 1629, mère de Juan José d'Autriche (1629-1679)

## Joseph Bonaparte(1768-1844)
- Maria Giula Colonna, mère de Giulio (1806-?) et de Teresa (1808-?)
- María del Pilar Acedo y Sarriá (1784-1869), liaison de 1808 à 1816
- Annette Savage, mère de Pauline Anne et de Catherine Charlotte (1822-1890)
- Émilie Hémart (1798-1879)

## Alphonse XII d'Espagne(1874-1885)
- Elena Sanz (1844-1898), artiste lyrique, mère de Alfonso Sanz y Martínez de Arizala (1879-1970) et de Fernand Sanz y Martínez de Arizala (1881-1925)

## Alphonse XIII d'Espagne(1886-1941)
- Berthe Marie Mélanie de Gaufridy de Dortan, mère de Roger Levêque de Vilmorin (1905-1980)
- Béatrice Noon, mère de Juana Milán y Quiñones de León (1916-2005)
- María del Carmen Ruiz y Moragas (1898-1936), mère de María Teresa Ruiz Moragas (1925-1965) et de Leandro de Borbón Ruiz (1929-2016)

## Juan Carlos I(1975-2014)
- Bárbara Rey (Totana, Murcie, 1950), Miss Espagne, vedette et actrice.
- Marta Gayà (Palma, 1948), entrepreneure.
- Corinna Larsen (Frankfurt, 1964), entrepreneure.